# Tridentiger
Genre
Tridentiger est un genre de poissons de la famille des Gobiidae, regroupant certaines espèces de gobies.
Ces poissons peuplent les eaux saumâtres des estuaires sur les côtes de la Chine, du Japon et de la Corée. Ils sont souvent les poissons dominants de ces milieux. Certains sont des espèces invasives en Amérique du Nord.
Ces gobies font généralement moins de 10 cm de long. Elles possèdent des dents à trois cuspides aux mâchoires inférieures et supérieures.

## Liste des espèces
Selon World Register of Marine Species (17 déc. 2015) et ITIS (17 déc. 2015) :
- Tridentiger barbatus (Günther, 1861)
- Tridentiger bifasciatus Steindachner, 1881
- Tridentiger brevispinis Katsuyama, Arai & Nakamura, 1972
- Tridentiger kuroiwae Jordan & Tanaka, 1927
- Tridentiger microsquamis (Wu, 1931)
- Tridentiger nudicervicus Tomiyama, 1934
- Tridentiger obscurus (Temminck & Schlegel, 1845)
- Tridentiger trigonocephalus (Gill, 1859)